# Cadore
Ne doit pas être confondu avec Cador.
Le Cadore est une région historique et naturelle de Vénétie, au nord de la province de Bellune, correspondant à la haute vallée du Piave et à ses affluents (Boite, Ansiei et Padola), dans les Dolomites.

## Géographie
Le Cadore est bordé au nord par l'Autriche (Tyrol et Carinthie), à l'est par la région de Frioul-Vénétie Julienne et à l'ouest par la région du Trentin-Haut-Adige. La limite méridionale est marquée par une localité qui en tire son nom, Termine di Cadore, au sud de la commune d'Ospitale di Cadore, à une vingtaine de kilomètres au nord de Bellune.
Le Cadore comme région naturelle ne correspond pas tout à fait au Cadore historique tel qu'il s'incarne dans la Magnifique Communauté de Cadore. La ville de Cortina d'Ampezzo fait partie du Cadore du point de vue de la géographie physique ; mais la commune fut conquise en 1511, pendant la guerre de la Ligue de Cambrai, par l'empereur Maximilien Ier et rattachée au Tyrol. Elle s'est dès lors développée culturellement à l'écart du Cadore, dont elle faisait antérieurement partie, et ne l'a pas rejoint quand elle est devenue italienne après la Première Guerre mondiale (traité de Saint-Germain-en-Laye (1919)). À l'inverse, Sappada, rattachée à la province de Bellune en 1852 et membre de la Magnifique Communauté, fait historiquement et géographiquement partie de la Carnie.

## Histoire

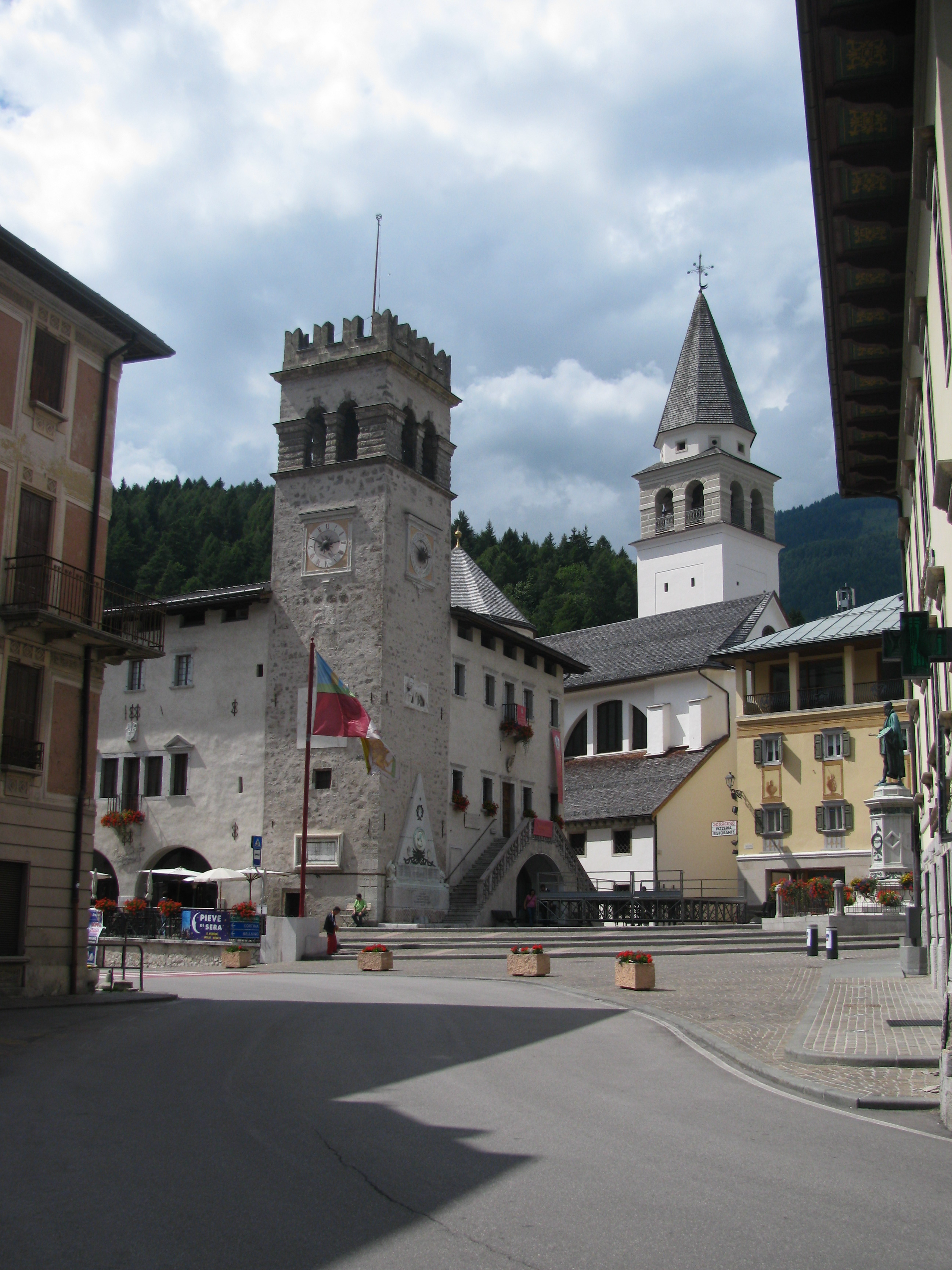
La place du Titien à Pieve di Cadore. À gauche, le palais de la Magnifica Comunità et la bannière du Cadore. À droite, la statue du Titien, enfant du pays

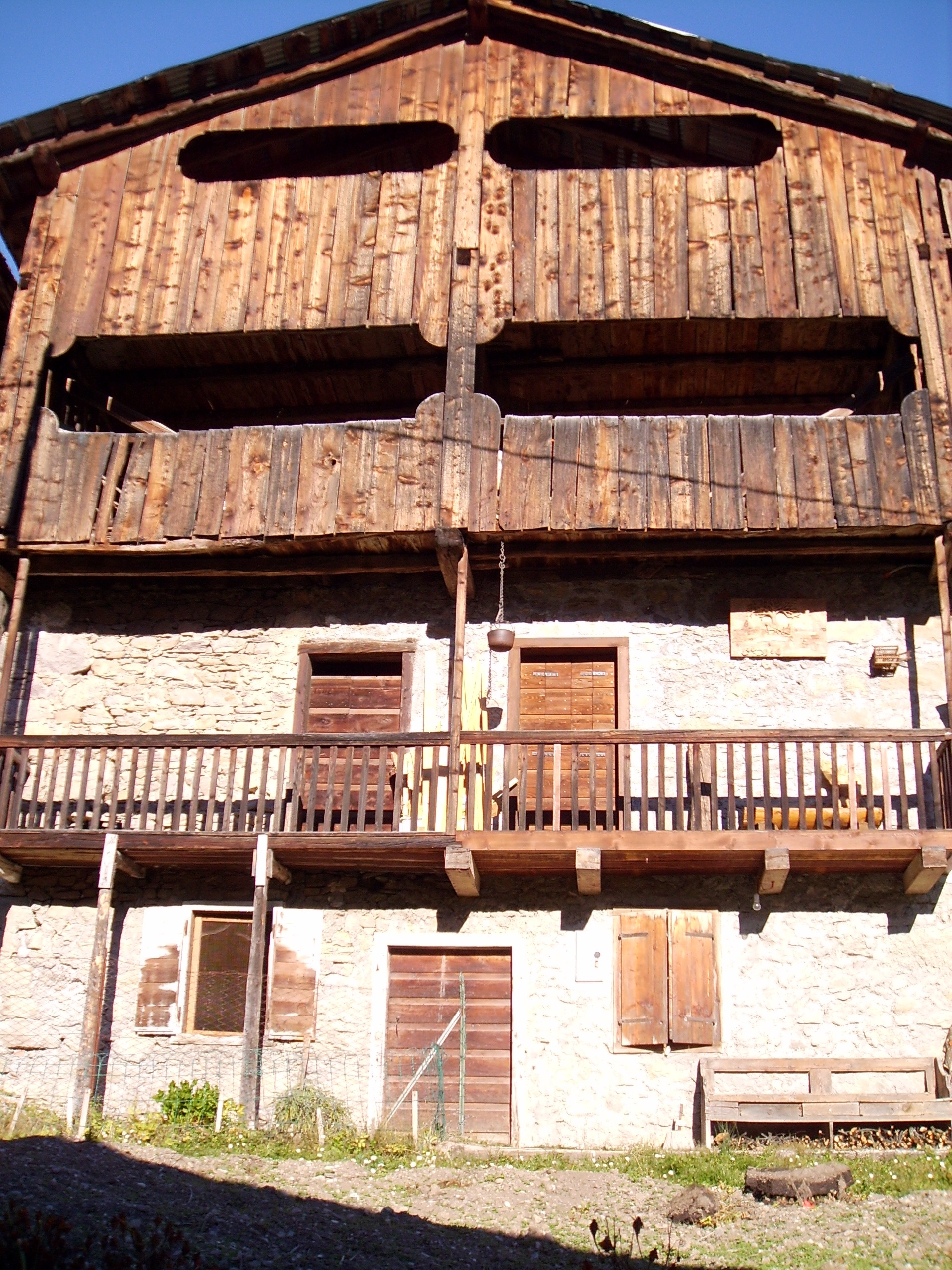
Maison traditionnelle à Calalzo di Cadore.

### Antiquité
Le Cadore est avant la romanisation une région de contact et d'interpénétration entre les Vénètes, qui étaient remontés de la plaine côtière, et les Celtes installés dans les Alpes orientales, qui étendent leur influence vers le sud. Au moment de la romanisation, le peuplement celte est sans doute dominant et donne son nom à cette région (Cadore vient de Catubrium).

### Moyen Âge
Le comté de Cadore échut aux évêques de Freising en 973; il faisait temporairement partie du duché de Carinthie. La seigneurie est dans la dépendance du patriarcat d'Aquilée fondé en 1077, puis, à partir de 1420, de la république de Venise, tout en bénéficiant d'une large autonomie. En 1338 est fondée la Magnifique Communauté de Cadore, qui a gouverné la région jusqu'à sa réorganisation à l'époque napoléonienne.
Le Cadore, comme le reste de la province de Bellune, connaît une institution particulière, remontant au Moyen Âge : la regola. Il s'agit d'une personne morale regroupant des familles, qui administre des biens fonciers collectifs et indivis (essentiellement des alpages et des forêts).

### Époque moderne
En 1511, Cortina d'Ampezzo, qui faisait partie du Cadore, fut conquise, pendant la guerre de la Ligue de Cambrai, par l'empereur Maximilien Ier et rattachée au Tyrol.

### Époque contemporaine
En 1797, Napoléon Bonaparte met fin à la république de Venise. En 1806, la Vénétie est intégrée dans le royaume d'Italie et le département du Piave est créé ; son chef-lieu est Bellune et le Cadore en est le troisième district. Les anciennes institutions (Magnifique Communauté et regole) sont dissoutes ; des communes sont créées. Le 15 août 1809, Napoléon donne le titre de duc de Cadore à Jean-Baptiste Nompère de Champagny, ministre de l'intérieur, puis ministre des relations extérieures, mais ce titre était purement honorifique et ne donnait à son titulaire aucun pouvoir sur le Cadore.
À la chute de l'Empire en 1814, le Cadore passe dans le nouveau royaume de Lombardie-Vénétie dépendant de l'Autriche. Enfin, en 1866 (troisième guerre d'indépendance italienne), il entre avec la Vénétie dans le royaume d'Italie.
Le Cadore est le théâtre de combats importants pendant la Première Guerre mondiale, en particulier dans le secteur du Monte Piana.

## Administration
Le Cadore dépend de la province de Bellune dans la région du Veneto. Il ne constitue pas une entité administrative. La Magnifique Communauté de Cadore, instituée au Moyen Âge et abolie au début du XIXe siècle, a été recréée en 1875 sous la forme d'une personne morale ayant pour objet de promouvoir le patrimoine culturel commun, mais il ne s'agit pas d'une entité administrative de type collectivité locale ; elle réunit 22 communes, y compris Sappada qui ne fait partie du Cadore ni géographiquement, ni culturellement, mais Cortina d'Ampezzo n'en fait pas partie.
Les communes du Cadore sont associées entre elles mais aussi avec des communes extérieures au Cadore dans le cadre de plusieurs structures intercommunales (unione montana).

## Dialectes
Les parlers locaux du Cadore sont des variétés du ladin. Ils conservent des traits archaïques plus marqués comme ladins dans les hautes vallées (Cortina d'Ampezzo, ainsi que le Comelico), tandis que l'influence du vénitien et de l'italien est plus sensible autour de Pieve di Cadore.
Ces parlers bénéficient de la législation italienne protégeant les minorités linguistiques. L’Istituto Ladin de la Dolomites, fondé en 2003, a son siège à Borca di Cadore.

## Économie
L'économie du Cadore repose largement sur le tourisme et sur l'industrie de la lunetterie.
Le tourisme est essentiellement un tourisme de montagne : randonnées et escalade dans les Dolomites, sports d'hiver, avec la station réputée de Cortina d'Ampezzo et quelques stations plus petites, comme Selva di Cadore.
L'industrie de la lunetterie remonte à la création d'une fabrique (Carniel) à Calalzo di Cadore en 1878. Par la suite, de nombreuses entreprises se sont développées dans ce secteur, comme Safilo, fondée en 1934 par Guglielmo Tabacchi qui reprend la fabrique de Calalzo di Cadore. Cependant, à la fin du XXe siècle, ce secteur a commencé à souffrir des délocalisations et de la concurrence internationale.